# Soprană
O soprană este o cântăreață a cărei întindere vocală corespunde registrului acut (cel mai înalt). Termenul este folosit mai ales în legătură cu interpretele de operă, deși sopranele sunt prezente în toate genurile muzicale. Noțiunea de soprană este frecvent interpretată incorect, impresia fiind că nu doar întinderea este definitorie, ci și tipul „clasic” de educare a vocii. În realitate, orice femeie cu disponibilități în registrul acut are voce de soprană.
Partitura corespunzătoare unei voci de soprană se notează întotdeauna în cheia sol. Timbrul de soprană este cel mai sărac în armonice, motiv pentru care scriitura (îndeosebi cea pentru cor) trebuie să urmeze anumite rigori.

## Întindere vocală
Ambitusul „de bază” al unei soprane coriste se întinde de la mi din octava întâi până la sol din octava a doua; o voce mai dezvoltată poate coborî până la do central (sau chiar la si din octava mică) și atinge la din a doua octavă. În cazul unui cor format din mai multe partide de voci feminine, distanța (intervalul armonic maxim admis) între sopran și vocea aflată imediat dedesubt – de obicei, alto – este de cel mult o decimă (terță peste octavă).
Sopranele soliste au ambitusul mult mai larg, atât în grav (se poate merge până la sol, chiar fa{\displaystyle \sharp } din octava mică), cât și în acut (unde se poate ajunge la re, mi sau fa din octava a treia). Există doar câteva zeci de soprane consemnate de-a lungul timpului cu ambitusul mult lărgit în acut – chiar și până în octava a patra sau a cincea. Soprana cea mai cunoscută pentru ambitusul remarcabil față de posibilitățile vremii ei a fost peruana Yma Sumac. Un mister al acusticii actuale este registrul flageolet, aptitudine întâlnită doar la un număr mic de cântăreți (de ambele sexe, dar mai ales la soprane) – cazul cel mai cunoscut fiind cel al cântăreței americane de muzică soul Minnie Riperton.

## Tipuri de soprane

### Soprane de cor
Vocile feminine dintr-un cor de femei sau unul mixt (cu femei și bărbați laolaltă) apar în trei sau patru ipostaze, denumirile pornind de la denumirile sopran și alto (pentru vocile grave). Există cel mai adesea soprane I, soprane II și altiste; cele din urmă pot fi, de asemenea, divizate în altiste I și II. Ambitusul vocii sopran II se apropie de cel mezzosopran (denumire care și este preferată în cazul solistelor de cor).

### Soprane în teatrul liric
În funcție de posibilitățile tehnice, timbru, întindere etc. există mai multe categorii de soprane. Această clasificare s-a realizat în scopul repartizării soliștilor pentru anumite roluri în operă. Astfel, soprana de coloratură posedă o mare ușurință în a parcurge contururi melodice dificile, timbrul fiind adesea „instrumentalizat”. Soprana lirică este caracterizată printr-un timbru dulce și mobilitate, în vreme ce soprana dramatică posedă un timbru penetrant. Subreta este un tip de soprană cu un timbru dulce și delicat, de regulă existent numai la sopranele tinere (având tendința să se modifice odată cu vârsta). Soprana spinto se apropie de cea dramatică. Tipul de soprană wagneriană este rareori întâlnit, presupunând un volum și un timbru foarte puternice, capabile să se producă în fața unei orchestre de mari proporții; numele este dat de cel al compozitorului german Richard Wagner, autor de roluri de operă foarte solicitante.

### Soprane renumite
- Kirsten Flagstad (1895-1962)
- Rosa Ponselle (1897-1981)
- Lily Pons (1898-1976)
- Eleanor Steber (1914-1990)
- Birgit Nilsson (1918-2005)
- Renata Tebaldi (1922-2004)
- Maria Callas (1923-1977)
- Joan Sutherland (1926-2010)
- Leontyne Price (1927-)
- Beverly Sills (1929-2007)
- Montserrat Caballé (1933-2018)
- Mirella Freni (1935-)
- Renée Fleming (1959-)
- Dawn Upshaw (1960-)
- Angela Gheorghiu (1965-)
- Anna Netrebko (1971-)
- Lamara Cekonia (1930-)